# Watching You
Watching You ist ein Lied des deutschen Dance-Projekts R.I.O., der mit der niederländischen Sängerin Liz Kay aufgenommen wurde. Watching You wurde als Doppel-Single mit dem Lied Something About You, in dem Liz Kay ebenfalls zu hören ist, am 12. Februar 2010 als Download-Single veröffentlicht. Der Song konnte sich bisher noch nicht in den Single-Charts platzieren. Watching You ist auf allen drei Alben von R.I.O. zu finden.

## Mitwirkende
Watching You wurde von Yann Pfeifer und Manuel Reuter komponiert und geschrieben. Das Lied wurde von Yanou und Manian produziert und über ihr eigenes Label Zooland Records als Doppel-Single veröffentlicht. Tony T. und Liz Kay sind die Stimmen des Songs. Instrumental sind es ausschließlich Synthesizerelemente, die von Manian und Yanou stammen.

## Versionen und Remixe
1. Radio Edit – 3:55[3]
2. Extended Mix – 5:49[4]